# Жорж-Луї Леклерк де Бюффон
Жорж-Луї Леклерк де Бюффон (фр. Georges-Louis Leclerc de Buffon), також просто Бюффон, (нар. 7 вересня 1707, Монбар, Бургундія — пом. 16 квітня 1788, Париж) — французький натураліст, біолог, математик, геолог, письменник і перекладач XVIII століття . Основна праця Бюффона — «Природнича історія» в 36 томах. Висловив ідею про єдність рослинного і тваринного світу. Автор так званої задачі Бюффона. Член Паризької академії наук.

## Біографія
Бюффон народився 7 вересня 1707 року в бургундському містечку Монбар як старший син Бенжамена-Франсуа Леклерка, що був головою Соляної палати (фр. président du grenier à sel) в Монбарі. Мати Бюффона — Анн-Крістін Марлен — була освіченою жінкою й походила з дуже заможної родини. Зразу після народження сина вона одержала великий спадок. У 1714 році помер її дядько, Жорж Луї Блазон, який був збирачем податків для герцога Савойського. Після смерті вдови Блазон мати Бюффона одержала ще один великий спадок. Тож у 1718 році її чоловік вклав гроші, придбавши неподалік від Монбара садибу Бюффон. Невдовзі він також купив посаду парламентського радника в Діжоні, куди родина й переїхала.
1723 року молодий Бюффон вступив до єзуїтського коледжу Діжона (Collège des Godrans), й, підкорившись волі батька, до 1726 року студіював право. З 1728 року Бюффон поступив до університету Анже, де вивчав математику, медицину і ботаніку. Та через дуель, обставини якої залишаються нез'ясованими, змушений був того ж таки року втекти з Анже. Бюффон повернувся до Діжона, де заприятелював з юним англійським герцогом Кінгстоном.
У листопаді 1730 року Бюффон з молодим герцогом Кінгстоном вирушив у освітню подорож Францією й Італією. Також побував у Англії, де займався студіями математики, фізики і ботаніки та переклав «Метод флюксій» (Method of Fluxions) Ньютона і «Статику рослин» Галя. З 1732 року Бюффон живе в Парижі, де займається наукою, переважно фізикою і математикою. Саме в цей період він розробляє серед іншого так звану задачу Бюффона. Бюффонові наукові переклади і декілька самостійних статей математичного змісту уможливили 1733 року призначення його членом Академії наук. У 1739 році він був призначений інтендантом Королівського ботанічного саду в Парижі, відтоді його діяльність була присвячена переважно природничим наукам. Згодом Бюффон одержав від короля графський титул. У 1753 році Бюффон став членом Французької академії. У своїй вступній промові «Про стиль» (Discours sur le style) Бюффон розвинув власну теорію стилю. Знаменитим став афоризм Бюффона з цієї промови: «Le style est l'homme même» (Стиль — це сама людина). Промова Бюффона досі вважається найкращою за всю історію Академії, вона витримала близько 60 видань.
Бюффон помер у Парижі 16 квітня 1788 року, після того як Людовик XV дарував йому графський титул, а Людовик XVI, ще за його життя, вшанував бюстом, встановленим біля входу в королівський кабінет природознавства з написом: «Majestati naturae par ingenium».

## Природнича історія

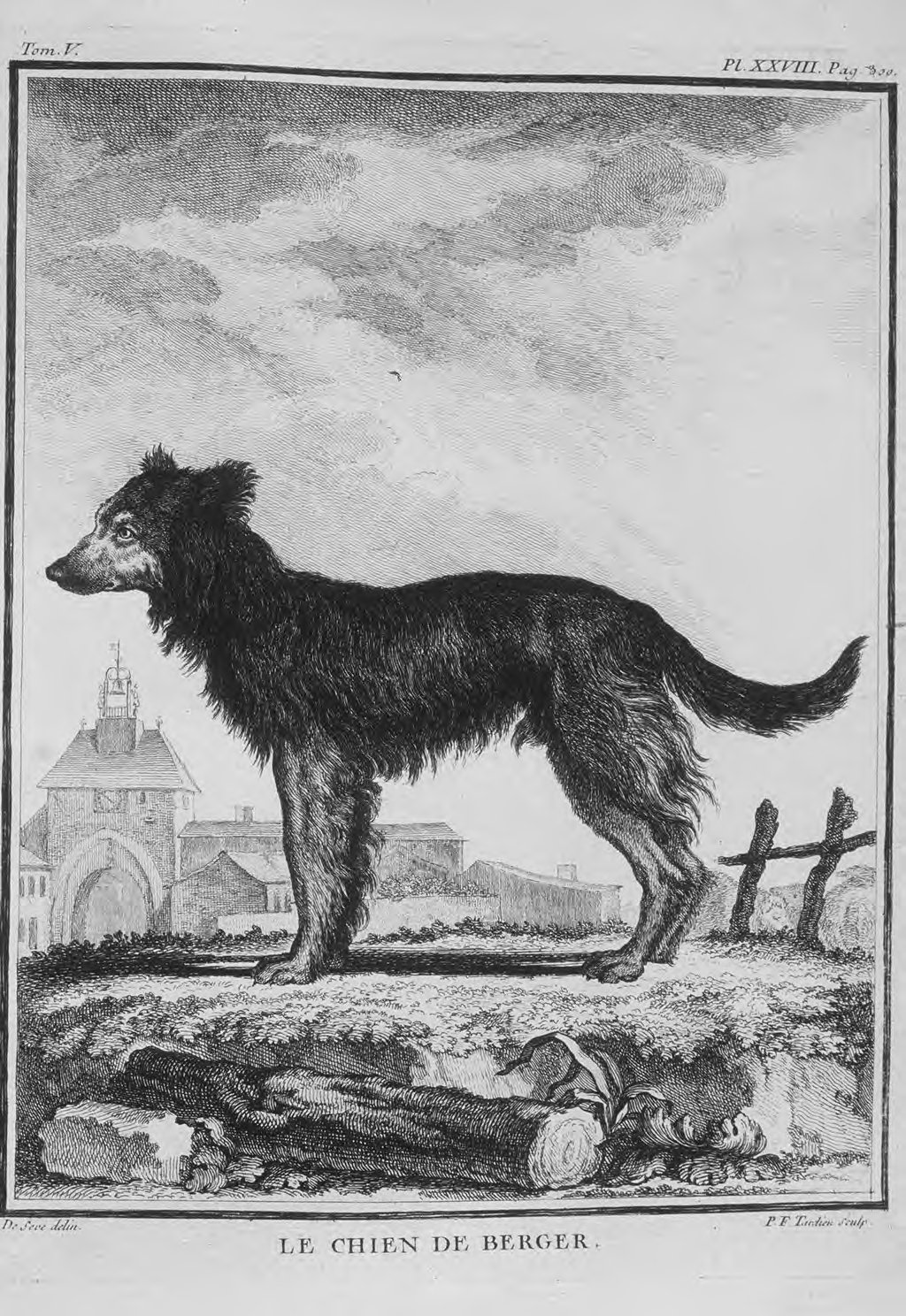
Вівчарка, 1755, прижиттєве видання

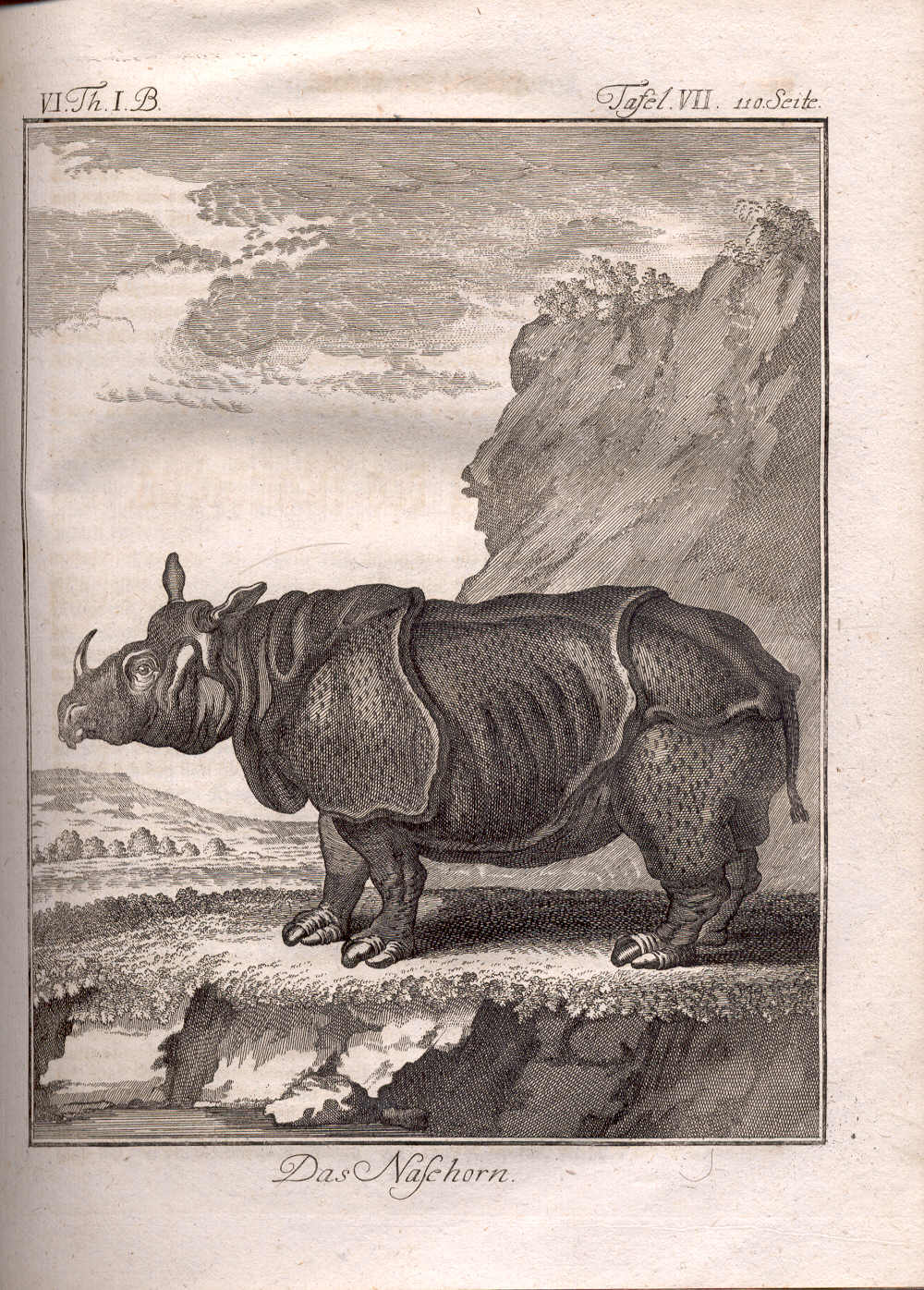
Носоріг, з німецького видання Бюффона

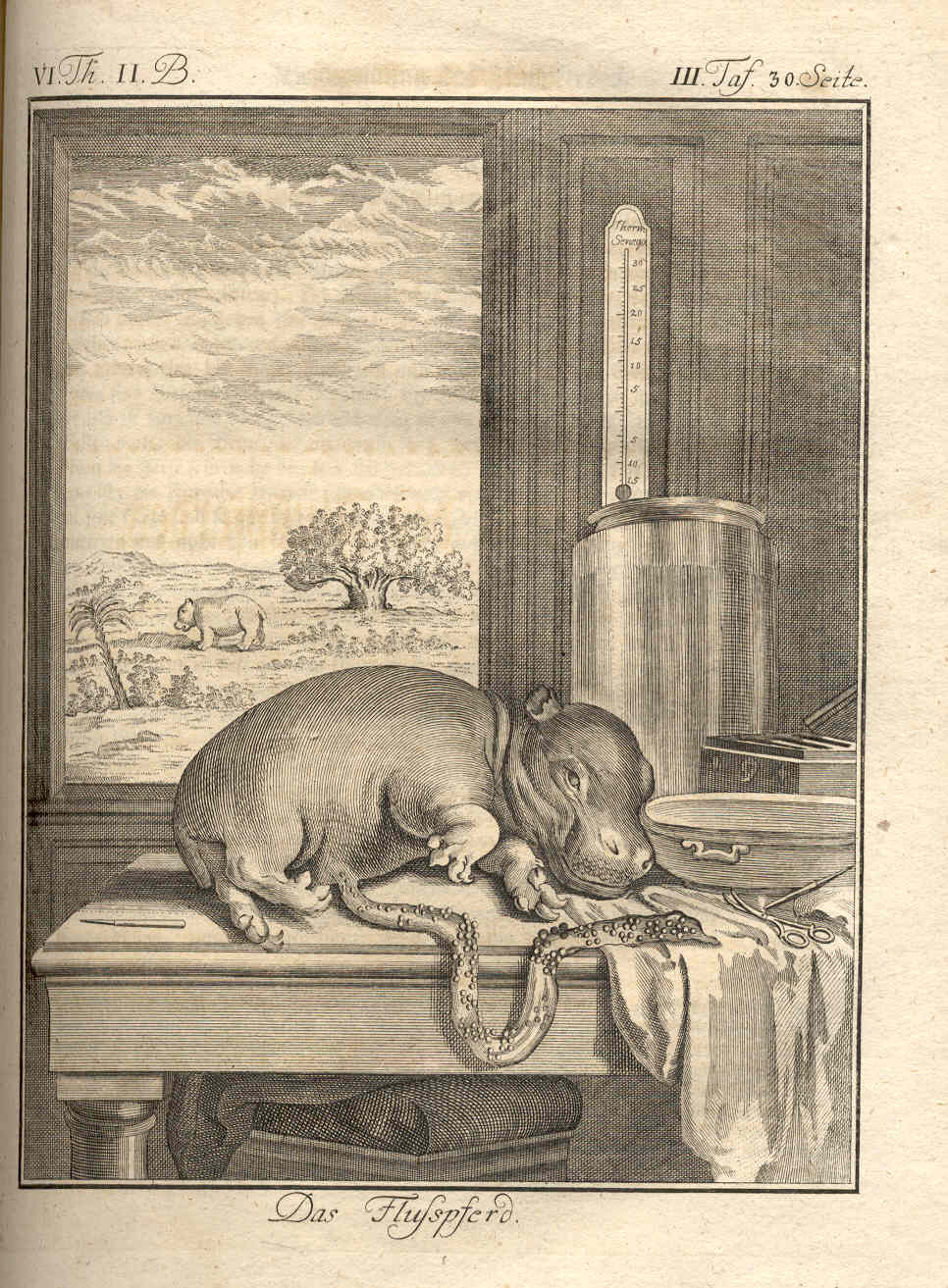
Новонароджений бегемот, з німецького видання Бюффона

Бюффон насамперед відомий як автор «Природничої історії» в 36 томах, що з'явилася між 1749 і 1789 роками. Після смерті Бюффона вийшло ще 8 томів завдяки зусиллям соратника Бюффона природознавця Бернара Жермена де Ласепеда. Видання містило цілий корпус тогочасних знань в галузі природничих наук. Увага Бюффона до внутрішньої анатомії робить його одним з передвісників порівняльної анатомії. У праці Бюффона вказується на подібність людини й мавпи, з чого виводиться можливість їхнього спільного походження. У цій праці Бюффон описав велику кількість видів тварин і висунув положення про єдність рослинного і тваринного світу.
У той час, як Карл Лінней, який народився того ж року, що й Бюфон, мав на меті створення формальної сторони науки, систематики і класифікації, — Бюффон намагався протиставити суто методичному опису природи і зовнішнього вигляду тварин їхні звичаї й спосіб життя, аби таким чином збудити інтерес освічених людей до тваринного світу.
Природнича історія мала охопити всі царства природи, проте в 36 томах йдеться лише про чотириногих і птахів, а також про мінерали. До видання увійшли також такі праці, як «Теорія Землі» та «Епохи природи», напевне, найбільш вивершений текст Бюффона.
У першій геологічнійї роботі «Теорія Землі» (1749) висунув гіпотезу утворення земної кулі як осколка, відірваного від Сонця внаслідок падіння на нього комети. Наша планета, будучи часткою Сонця, поступово остигає до самого центру. Бюффон перебільшував значення геологічної діяльності моря і недооцінював вулканічні явища й тектонічні рухи в історії Землі. Йому належить гіпотеза розвитку земної кулі та її поверхні. Частина праці Бюффона присвячена мінералогії.
Найважливішим співавтором Бюффона в розділі про четвероногих був Луї Жан-Марі Добантон, який займався анатомічними описами. Томи про птахів були написані в співавторстві з Габріелем Бексоном та Шарлем-Нікола-Сігісбером Сонніні де Манонкуром.
Бюффон надавав велику увагу ілюстраціям, які були виконані для томів про четвероногих Жаком де Севом, а для томів про птахів — Франсуа-Нікола Мартіне. Видання має загалом більше 2000 ілюстрацій.
Природнича історія з моменту публікації мала великий успіх, майже на рівні з Енциклопедією Дідро і д'Аламбера. Два перших томи «Теорія Землі» та «Природна історія людини» за шість тижнів були тричі перевидані. Праця була перекладена англійською, згодом німецькою (1750—1754), нідерландською (1775), іспанською (1785—1791). З 1799 з'явилося багато скорочених видань, в 19 столітті особливо багато видань вийшло для дітей.
Проте були й критики цієї праці, серед яких можна назвати такі імена, як Жан д'Аламбер, Нікола де Кондорсе, Жан-Франсуа Ла Арп, Рене-Антуан де Реомюр, Вольтер. Бюффонові закидали надто емфатичний та пишномовний стиль, який, на думку критиків не пасував до наукової праці, а особливо надмірний антропоморфізм.
.
«Природнича історія» поділяється на 36 томів :
- три томи в 1749: «Про спосіб вивчення природничої історії» (De la manière d’étudier l'histoire naturelle), а також «Теорія Землі» (Théorie de la Terre), «Загальна історія тварин» (Histoire générale des animaux) та «Загальна історія людини» (Histoire naturelle de l'homme) ;
- 12 томів про чотириногих (1753–1767) ;
- 9 томів про птахів (1770–1783) ;
- 5 томів про мінерали (1783–1788), останній том містить Трактак про магніт (Traité de l'aimant), останню працю Бюффона ;
- 7 томів додатків (1774–1789), куди входять Епохи природи (Époques de la nature’) (з 1778).

Твори Бюффона часто перевидавалися, зазвичай під заголовком «Природнича історія» (фр. Histoire naturelle générale et particulière):
- Перше видання в 36 томах, Париж, 1749-89;
- Видання Ламуре і Демаре, в 40 томах, 1824-32;
- Видання Флуранса в 12 томах, Париж, 1802.

## Відносини з церквою
За свої теорії про утворення Всесвіту та еволюцію Землі й еволюцію життя Бюффон ледве уник репресій з боку Католицької церкви. Бюффон вдавав, що не розуміє закидів і запевняв у своїй незламній вірі, тож врешті у квітні 1781 року Сорбонна припинила свої переслідування, задовольнившись розпливчастою обіцянкою Бюффона переглянути свої теорії. Бюффон був дуже обережним у своїх відносинах з церквою, оскільки знав, що може багато втратити, тож надавав перевагу по́ступкам, що викликало невдоволення зокрема у Вольтера, який високо цінував Бюффона, але й залишався критичним до нього.
Врешті Бюффон зберіг насторожене й недовірливе ставлення до церкви, але уникав прямих зіткнень, вважаючи, що відкрита демонстрація поглядів була б тактичною помилкою.

## Значення робіт Бюффона
З наукового погляду твори Бюффона мають сьогодні радше історичне значення, водночас вони є зразком високого стилю. Не випадково його твори з'явилися друком в найпрестижнішій французькій видавничій серії Бібліотека Плеяди, в якій зазвичай публікують твори класиків літератури.
Його філософські спроби пояснення явищ природи ще за життя зазнавали гострої критики, зокрема з пера Кондільяка й Вольтера. Проте особливе поєднання науковості з поетичністю й досі приваблює читачів до Бюффонового доробку. Такими є, наприклад, написані в блискучому стилі «Теорія Землі» та «Епохи природи».
Спостереження за життям тварин рідко безпосередньо збиралися самим Бюффоном, але саме він зміг ввести ці факти в науковий обіг і поєднати в певну систему. Наукове значення мають також систематичні роботи Добантона, колеги Бюффона, який був його співавтором в " Природній історії ссавців ".
На противагу Карлу Ліннею, який захищав у своїй класифікації думку про сталість видів, Бюффон висловлював прогресивні ідеї про змінюваність видів під впливом умов середовища (клімату, харчування і т. д.).
У галузі геології Бюффон систематизував відомий у той час фактичний матеріал і розробив ряд теоретичних питань про розвиток земної кулі та її поверхні.
Важлива заслуга Бюффона полягає в тому, що він поклав кінець змішанню позитивної теології з природознавством. Завдяки працям Бюффона вільні погляди, незважаючи на сильну опозицію Галлера, Бонне та деяких німецьких вчених, пробили собі шлях по всіх напрямках, а його спостереження дали поштовх до глибших наукових досліджень.

## Праці

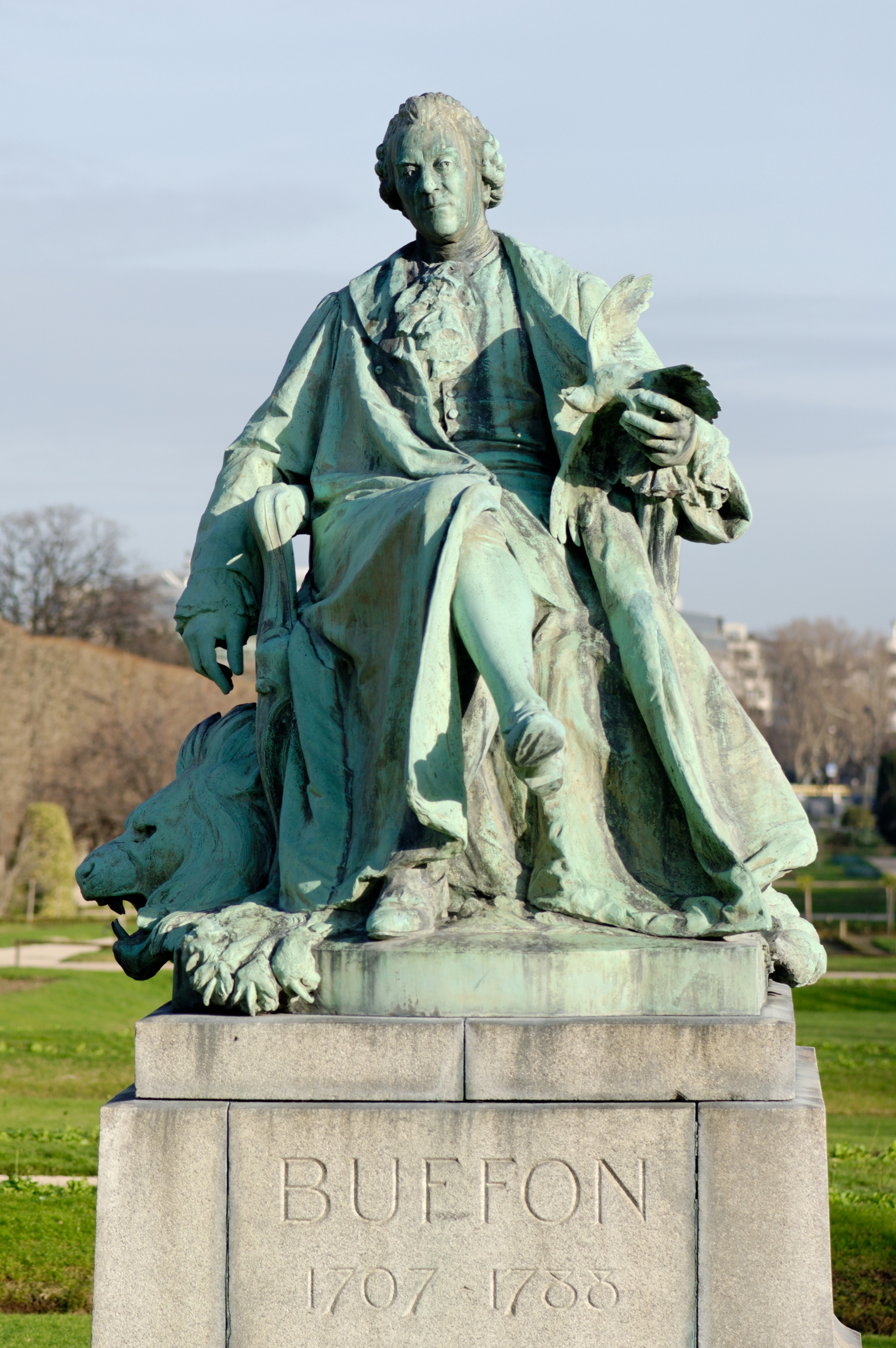
Бронзова статуя, споруджена на честь Жоржа Луї Леклерка де Бюффона (1707—1788), робота Жана Карлуса (Франція, 1852—1930), 1908. Сад рослин у Парижі.

- Природнича історія / Histoire naturelle, générale et particulière, avec la description du Cabinet du Roy, що складалася з таких частин:
  - De la manière d’étudier l'histoire naturelle, suivi de la Théorie de la Terre, 1749 ;
  - Histoire générale des animaux, 1749 ;
  - Histoire naturelle de l'homme, 1749 ;
  - Les quadrupèdes, 1753–1767 ;
  - Histoire naturelle des oiseaux, 1770–1783 ;
  - Histoire naturelle des minéraux, 1783–1788, contenant le Traité de l'aimant et de ses usages ;
  - Les suppléments, 1774–1789, dont les Époques de la nature, à partir de 1778.
- Промова про стиль / Discours sur le style, промова, виголошена у Французькій академії 25 серпня 1753 року
- Мемуари з математики й фізики / Mémoires de mathématique et de physique, tirés des registres de l'Académie Royale des Sciences :
  - De la cause de l'excentricité des couches ligneuses qu'on apperçoit quand on coupe horizontalement le Tronc d'un Arbre; de l'inégalité d’épaisseur, & du différent nombre de ces couches, tant dans le bois formé que dans l'aubier, 1737
  - Des différents effets que produisent sur les Végétaux, les grandes gelées d'Hiver & les petites gelées du Printemp, 1737.
  - Moyen facile d'augmenter la solidité, la force et la durée du bois, 1738
  - Mémoire sur la conservation et le rétablissement des forests, 1739.
  - Expériences sur la force du bois, 1740
  - Expériences sur la force du bois, 1741.
  - Dissertation sur les couleurs accidentelles, 1743
  - Mémoire sur la culture des forests, 1745
  - Réflexions sur la loi de l'attraction, 1745
  - Addition au mémoire qui a pour titre: Réflexions sur la Loi de l'Attraction, 1745.
  - Seconde Addition au Mémoire qui a pour titre: Réflexions sur la Loi de l'Attraction, 1745
  - Invention des miroirs ardens, pour brusler à une grande distance, 1747
  - Découverte de la liqueur séminale dans les femelles vivipares et du réservoir qui la contient, 1748
  - Nouvelle invention de miroirs ardens, 1748.
- Переклади:
  - Stephan Hales, La Statique des végétaux, 1735
  - Isaac Newton, La Méthode des fluxions et des suites infinies, 1740

## Бібліографія

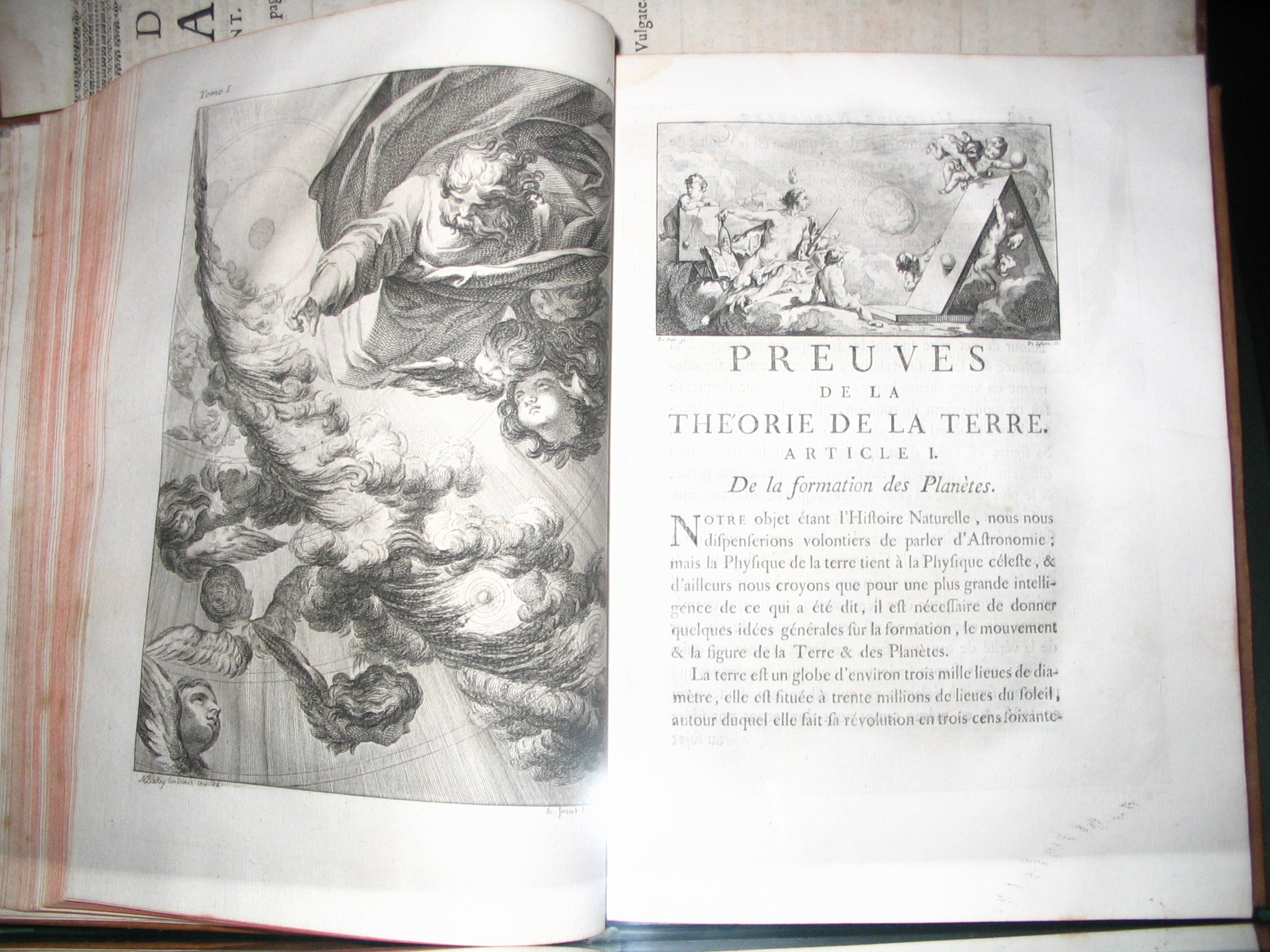
Праця Жоржа-Луї де Бюффона «Докази про теорію Землі».